# Орден Нотр-Дам (Монреаль)

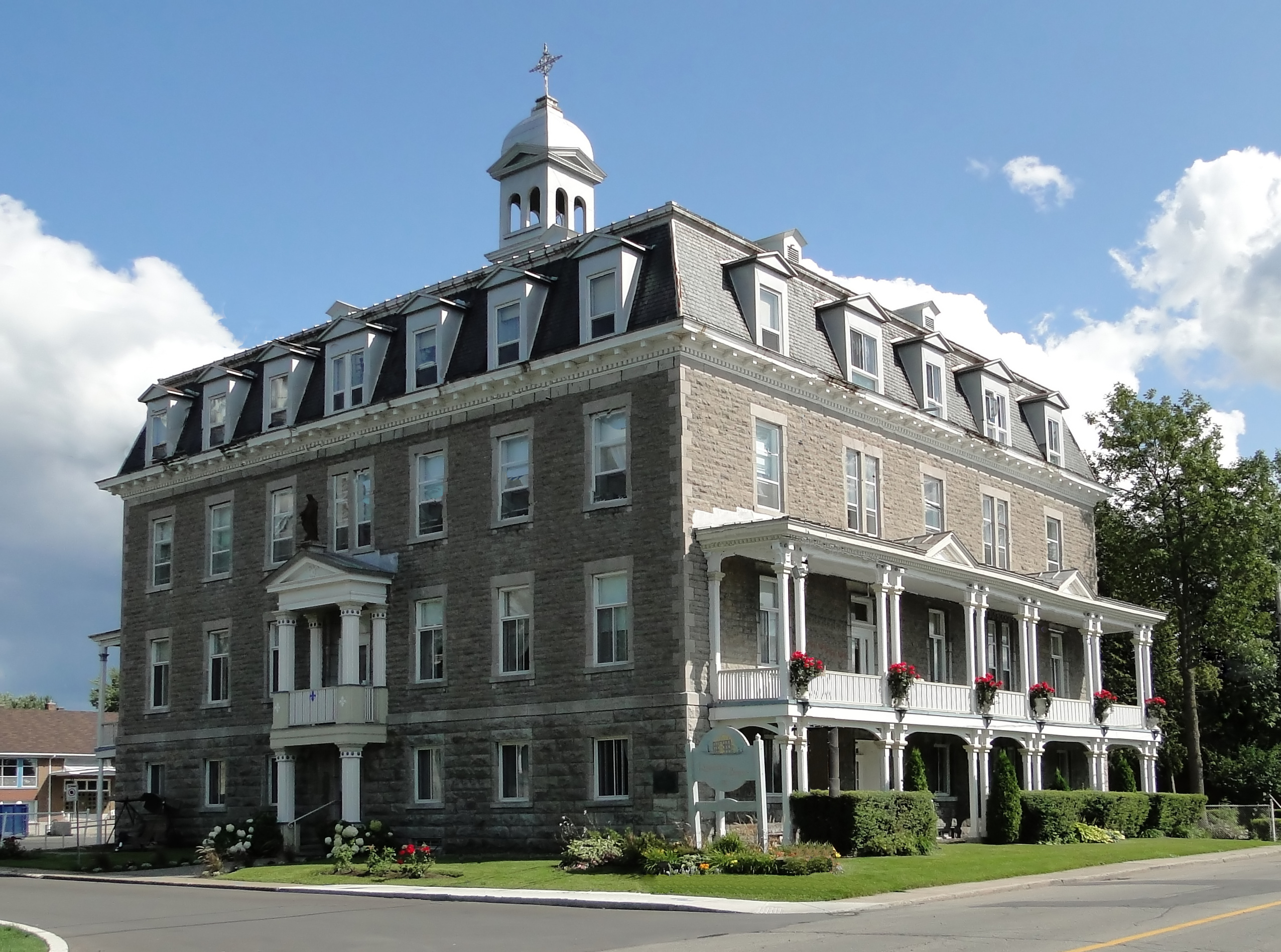
Колишній монастир Ордену Нотр-Дам, Бушервіль, Квебек

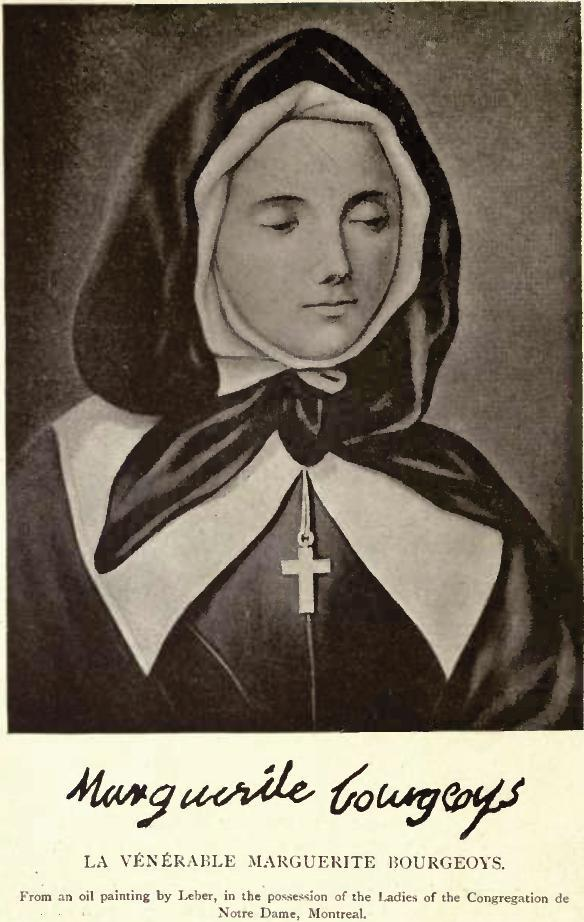
Свята Маргарита Буржуа (Marguerite Bourgeoys), малюнок П'єра Ле Бер (Pierre Le Ber)

Орден Нотр-Дам (фр. Congrégation de Notre-Dame — Орден Матері Божої) — жіночий чернечий орден, заснований у XVII столітті, у Монреалі Святою Маргаритою Буржуа, однією з перших колоністок Нової Франції.
Сьогодні у Ордені — близько 1150 монахинь. Він діє у Канаді, Європі, Африці та Центральній Америці.